# Exocentrus rufolateralis
Exocentrus rufolateralis är en skalbaggsart som beskrevs av Stefan von Breuning 1963. Exocentrus rufolateralis ingår i släktet Exocentrus och familjen långhorningar.
Artens utbredningsområde är Laos. Inga underarter finns listade i Catalogue of Life.